# Baakhoven
Baakhoven (Limburgs: Baakhaove) is een buurtschap van Susteren in de Nederlandse provincie Limburg, gelegen aan de Geleenbeek en vlak naast de autosnelweg A2.
Uit het eerste Nederlandse Bevolkingsregister van 1840 (Limburg viel immers tot en met 1839 onder België) valt op te maken dat er slechts zes gezinnen in Baakhoven - Gebroek woonden, te weten de families: Sanders, Penners, Meuleners, Suilen, Welters en Pesgens. Nog altijd is Baakhoven een kleine, landelijk gelegen woonkern, die bestaat uit veertien boerderijen waar ongeveer 40 mensen wonen. De buurtschap ligt ongeveer 1,5 kilometer ten westen van het stadje Susteren.
Baakhoven ligt geconcentreerd aan een wegenkruising tussen drie wegen. De 'Baakhoverweg' verbindt de buurtschap met het stadje Susteren, de 'Bij de Molen' met Dieteren en de 'Gebroekweg' met Holtum. De 'Bij de Molen' heet zo omdat deze langs de nabijgelegen Dieterdermolen loopt, een watermolen op de Roode Beek. De Gebroekweg is genoemd naar de inmiddels verdwenen Susterense buurtschap Gebroek, die aan de overzijde van de A2 lag. In 2006 is de laatste woning van Gebroek afgebroken, en heeft plaatsgemaakt voor het nieuwe bedrijventerrein Holtum-Noord.
Om vanuit Susteren in Baakhoven te komen moet men twee bruggen oversteken, één over de Roode Beek en één over de Vloedgraaf, een gegraven zijtak van de Geleenbeek.
Opmerkelijk is dat in Arnhem een straat in de wijk De Laar is genoemd naar Baakhoven. In deze wijk zijn bijna alle straten naar Limburgse en Noord-Brabantse plaatsen genoemd.

## Galerij

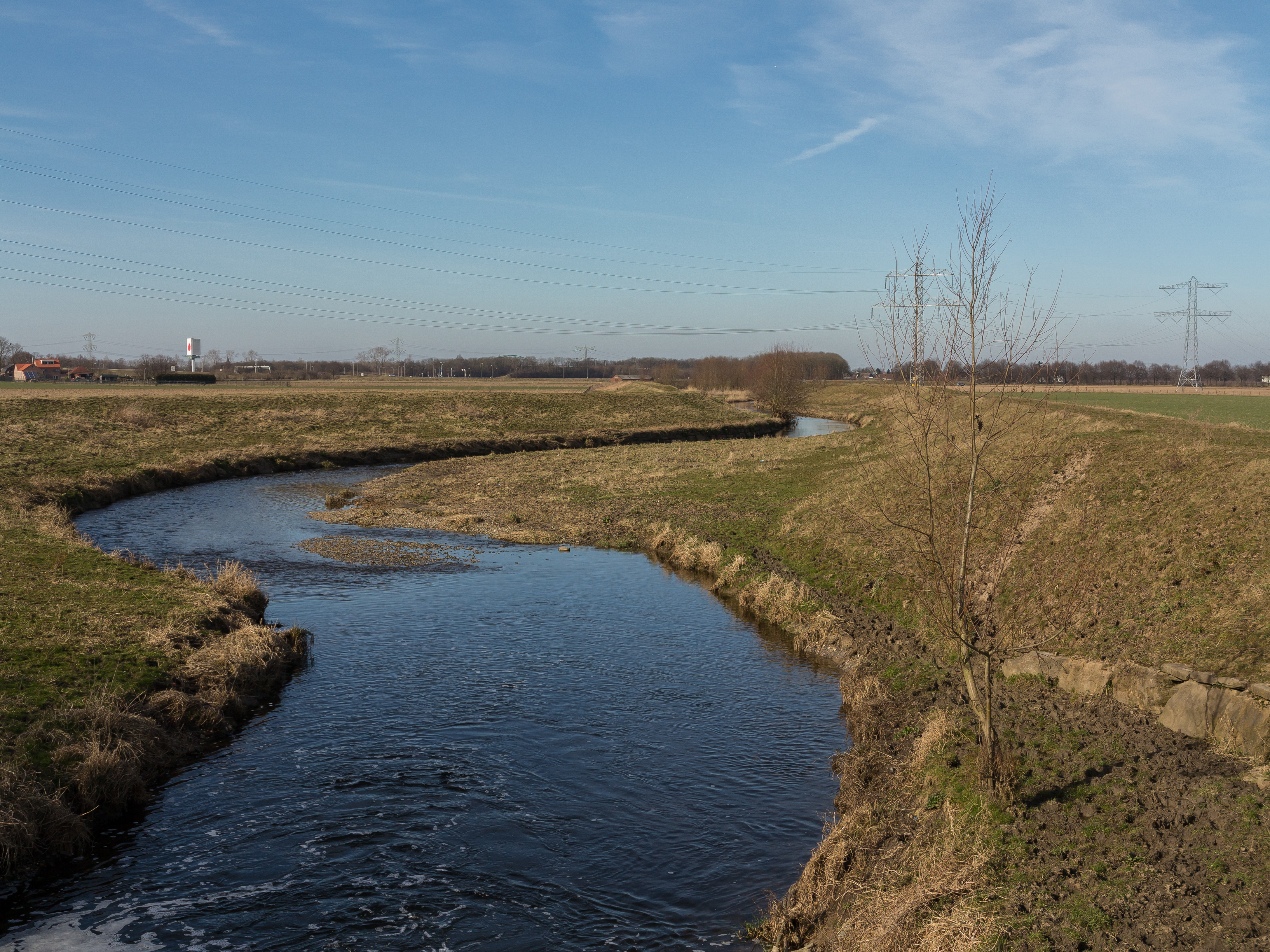
De Geleenbeek bij Baakhoven

Kernen: Dieteren · Echt · Koningsbosch · Maria Hoop · Nieuwstadt · Pey · Roosteren · Sint Joost · Slek · Susteren

Buurten en buurtschappen: Aan het Echterbosch · Aan Reijans · Aasterberg · Baakhoven · Berkelaar · Christinawijk · Echterbosch · Frenkenshof · Gebroek · Gulickshof · Haeselaarbroek · Heide · Hingen · Hommelhof · Illikhoven · Kokkelert · Lange Bosschen · Liboscherveld · Mariaveld · Pepinusbrug · Pepiniushof · In de Mehre · Middelveld · Munsterveld · Oevereind · Ophoven · Oud-Roosteren · Putbroek · Schilberg · Sint Anna · Sint Antoniushoeve · Spaanshuisken · Visserweert · Vogelsang · Wolfskoul

Bedrijventerreinen: De Berk · Businesspark ML · Dieterderweg · De Loop · Wolfskoul

Limburg: Steden en dorpen      Nederland: Provincies · Gemeenten